# Druć (stacja kolejowa)
Druć (biał. Друць, ros. Друть) – stacja kolejowa w miejscowości Stancyja Druć, w rejonie białynickim, w obwodzie mohylewskim, na Białorusi. Położona jest na linii Osipowicze – Mohylew.
Stacja istniała przed II wojną światową. Jej nazwa pochodzi od przepływającej w pobliżu rzeki Druć.